# Скребец, Сергей Николаевич
Скребе́ц Серге́й Никола́евич (бел. Скрабе́ц Сярге́й Мікала́евіч, род. 25 октября 1963 года) — белорусский политический и общественный деятель, депутат Палаты представителей Национального собрания Республики Беларусь второго созыва, руководитель оппозиционной депутатской группы «Республика», лидер Белорусской социал-демократической партии (Свобода), председатель комиссии по пенитенциарной системе Белорусского Хельсинкского комитета, претендент на пост президента Республики Беларусь 2001 и 2006 гг.

## Биография
Родился 25 октября 1963 года в городе Лида, Гродненской области, белорус. Имеет два высших образования — окончил Белорусский политехнический институт, инженер-металлург; Белорусский государственный университет, юрист.
1985—1990 г. — инженер-технолог, мастер участка печатных плат. Научно-исследовательский институт средств автоматизации НПО «Агат», Минск.
1990—1991 г. — коммерческий директор минского госрасчётного научно-технического центра «Минск-Партнер».
1991—1992 г. — заведующий сектором коммерции и маркетинга в республиканском штабе студенческих отрядов ЦК ЛКСМБ, заведующий отделом коммерции и маркетинга Службы занятости молодёжи и студентов.
1993—1997 г. — совместное предприятие «Тэйкоф». Коммерческий директор.
1997—2000 г. — закрытое акционерное общество Торговый дом «Бел-Бабаевское» (представитель российского кондитерского концерна в Белоруссии, г. Минск). Генеральный директор.
2000—2004 г. — депутат Палаты представителей Национального собрания республики Беларусь, заместитель председателя постоянной комиссии по бюджету, финансам и налоговой политике. С мая 2003 года руководитель депутатской группы «Республика» Национального Собрания Республики Беларусь.

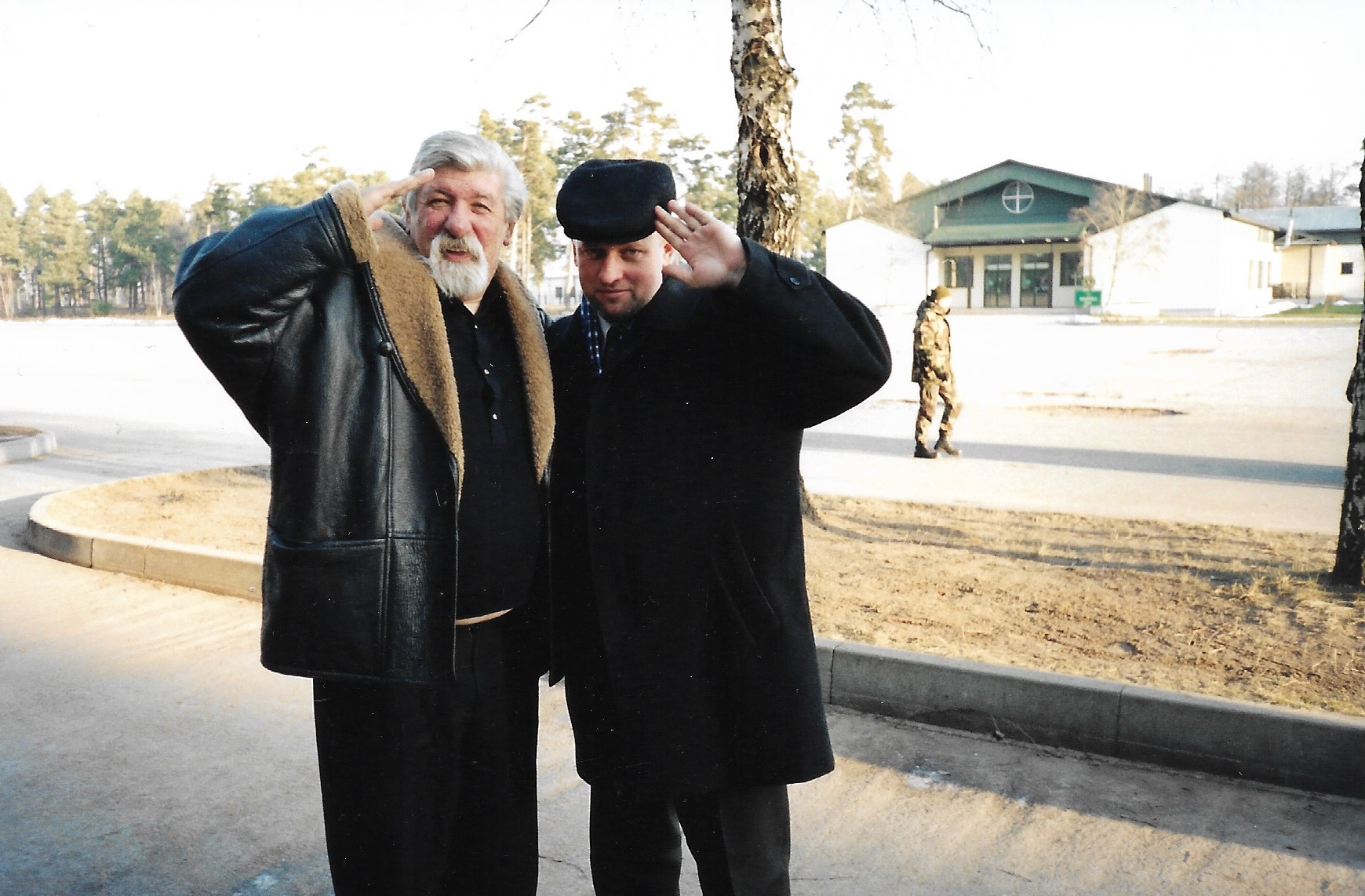
Кинорежиссёр Юрий Хащеватский и политик Сергей Скребец, 12.12.2003

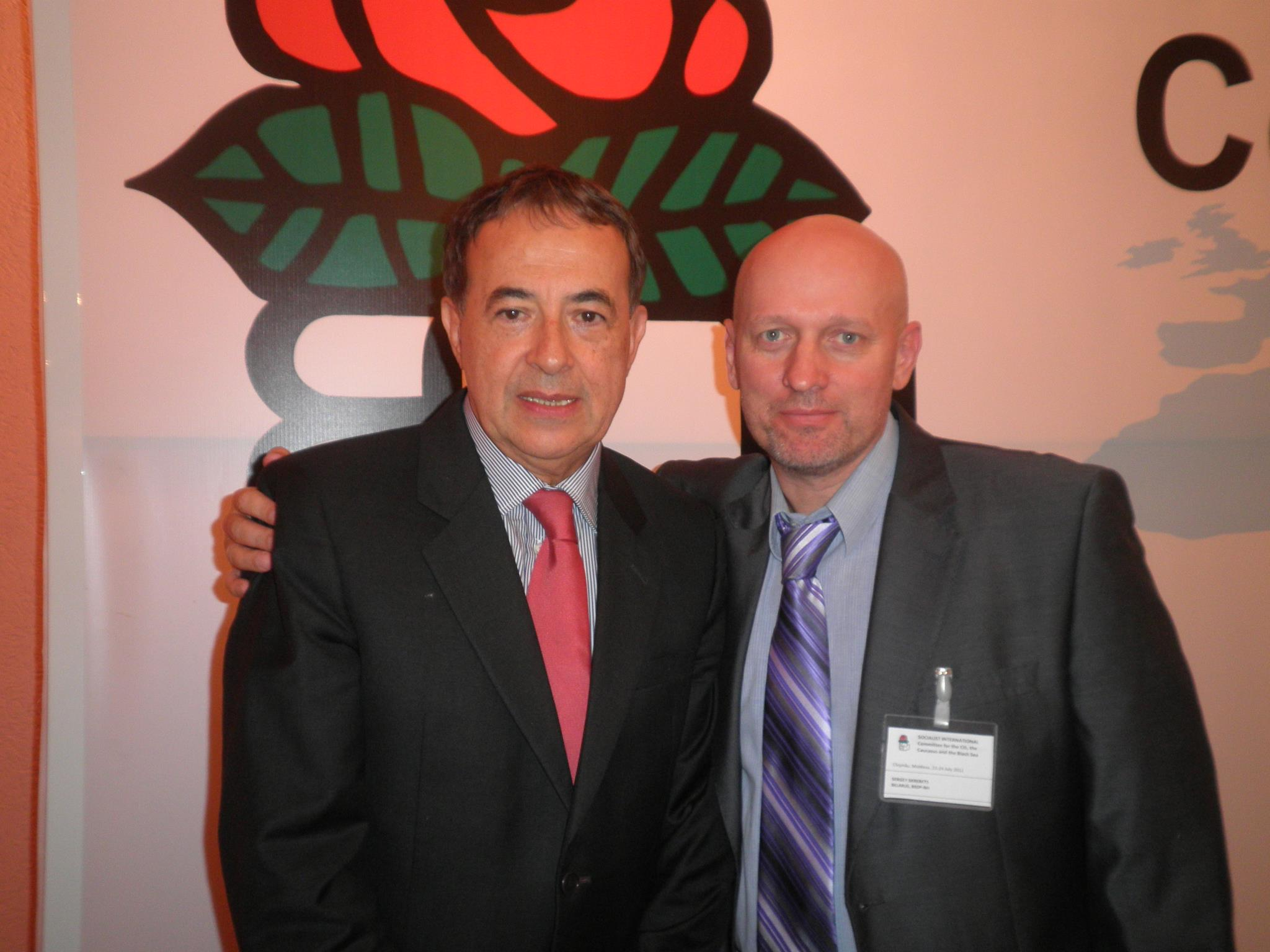
Генеральный секретарь Социалистического интернационала Luis Ayala и политик Сергей Скребец, июнь 2007 г.

## Политическая деятельность
Принимал участие в кампании по выборам президента Республики Беларусь в 2001 году но, собрал лишь 13 618 подписей из 100 000 необходимых поэтому он не был зарегистрирован в качестве кандидата в президенты Республики Беларусь
Летом 2004 года трое депутатов из этой группы «Республика» (Сергей Скребец, Владимир Парфенович и генерал Валерий Фролов), провели многонедельную голодовку против отказа руководства Палаты Представителей вынести на рассмотрение в Овальный зал подготовленные ими поправки в избирательное законодательство, направленные на его демократизацию. Многие эксперты считают последующий арест Скребца «политически мотивированным», как месть властей за чрезмерно активную деятельность во время депутатства.
В отношении Скребца было возбуждено уголовное дело по подозрению в организации преступной группы. Был задержан в мае 2005 года. В отношении бывшего депутата прокуратура возбудила уголовное дело по двум статьям Уголовного кодекса: ст. 13 ч. 1 (приготовление к преступлению) и ст. 431 ч. 2 (приготовление к даче взятки). 13 сентября 2005 года экс-депутату предъявлено ещё одно обвинение — незаконное участие в предпринимательской деятельности. В знак протеста против выдвинутых обвинений Скребец провел четыре голодовки, одна из которых длилась 40 дней. Все обвинения практически развалились в результате судебных слушаний.
В декабре 2005 года ЦИК зарегистрировала инициативную группу по сбору подписей за выдвижение кандидатом в президенты Сергея Скребца. Её возглавил родной брат политика Александр Скребец.
Сам Скребец в это время находился в СИЗО Минского горисполкома № 1.
Всего Скребец собрал собрал 101 618 подписей. (по данным на 26 января 2006 года)
В конце января 2006 года снимает свою кандидатуру в пользу другого претендента — экс-ректора Белорусского государственного университета Александра Козулина.
14 февраля 2006 года Сергей Скребец был осужден на два с половиной года лишения свободы.
К Сергею Скребцу была применена амнистия, в связи с которой срок наказания сокращён на год. Вышел на свободу 15 ноября 2006 после полутора лет заключения. За время заключения Сергей Скребец потерял 30 килограмм веса.
В феврале 2007 года объявил о намерении создать новое молодёжное демократическое движение, провести учредительную конференцию нового оппозиционного молодёжного движения имени Кастуся Калиновского.
15 апреля 2007 года на шестом отчетно-выборном съезде Белорусской Социал-демократической Громады был избран в Центральную Раду и Исполнительный комитет партии Белорусская Социал-демократическая Громада, возглавляемой Станиславом Шушкевичем.
В августе 2007 года возглавил Минскую городскую организацию Белорусской Социал-демократической Громады.
С июля 2008 года был избран первым заместителем председателя партии Белорусская Социал-демократическая Громада.
С марта 2009 года является Председателем Центрального ОргКомитета БСДП (С) Белорусская Социал-демократическая партия «Свобода».
С марта 2010 года по 28 февраля 2016 года являлся Генеральным секретарем Белорусской социал-демократической партии (Народная громада)
Пытался выдвигаться кандидатом в президенты в выборах президента 2020 года, но впоследствии снял свою кандидатуру.

## Награды
Лауреат Национальной премии «Хартии’97» в области защиты прав человека в номинации ««За личное мужество при защите прав человека», 2005 г.
Лауреат премии имени Франтишка Алехновича, учреждённой белорусским ПЕН-центром и белорусской  редакцией «Радио Свобода»  за книгу «Цена свободы», 2019 г.

## Книги
Скребец С. Н., Грицанов А. А. Анни Безант. — Мн.: Книжный Дом, 2010. ISBN 978-985-17-0119-9. Серия:Тайны Посвящённых. 384 с.
Сергей Николаевич Скребец. Книги
Сергей Скребец. Цена свободы: откровение оппозиционного политика. — Издательство «Зерно», Киев, 2019, — 104 с. ISBN 978-966-1560-14-6.

## Стихи
Стихи Сергея Скребца.

## Цитата
«По моему мнению, деньги, направленные на оплату штрафа, назначенного человеку, который мирно отстаивал свободу, протестовал против преступного государственного насилия, имеют ценность в тысячи раз больше, чем те же деньги, которые находятся в обычном коммерческом и бытовом обороте».
С. Скребец